# 光华路街道 (平顶山市)
光华路街道，是中华人民共和国河南省平顶山市卫东区下辖的一个乡镇级行政单位。

## 行政区划
光华路街道下辖以下地区：
光华社区、响水社区、程庄村和辛北村。